# Крантноа
Крантноа (фр. Crantenoy) насеље је и општина у североисточној Француској у региону Лорена, у департману Мерт и Мозел која припада префектури Нанси.
По подацима из 2011. године у општини је живело 132 становника, а густина насељености је износила 25,0 становника/km². Општина се простире на површини од 5,28 km². Налази се на средњој надморској висини од 305 метара (максималној 340 m, а минималној 275 m).

## Демографија
| 1962. | 1968. | 1975. | 1982. | 1990. | 1999. | 2011. |
| ----- | ----- | ----- | ----- | ----- | ----- | ----- |
| 81    | 113   | 99    | 107   | 104   | 106   | 132   |

График промене броја становника у току последњих година